# Франкот модел 1871
Франкот модел 1871(фр. Lefaucheux-Francotte M. 71), белгијски револвер произведен 1871. за шведску војску. Године 1875. усвојен је као први службени револвер војске Кнежевине Србије.

## Карактеристике
Овај револвер, у Србији познат под именом Франкот, имао је отворен рам и обарач двоструког дејства (система познатог под именом Лефоше-Франкоте): притискање обарача истовремено је окретало добош и напињало ороз, што је омогућавало брзу паљбу. Фиксирани добош са 6 метака пунио се отварањем резе (вратанца) са десне стране затварача, која се шарком подизала навише. Муниција за овај револвер били су за оно време модерни сједињени метални меци калибра 11 мм, са централним паљењем.
У опше узев, овај револвер био је адаптација старијег револвера Лефоше, оригинално на метке са игленим паљењем (који се производио у Белгији од 1858), на нову муницију са централним паљењем. Како би произвела нове револвере што јефтиније, компанија Огист Франкоте из Лијежа искористила је све расположиве делове револвера Лефоше, променивши само добош и ороз, тако да је револвер у целини изгледао готово исто, са изузетком знатно краћег ороза. Празне чауре избијане су кроз отворену резу за пуњење шипком смештеном у рукаву (цевчици) на десној страни рама, испред добоша.
У време када је настао, овај револвер је представљао савремено оружје, иако са релативно слабом муницијом мале зауставне моћи (због кратке чахуре и релативно слабог барутног пуњења). Био је дугачак 280 милиметара и тежак 1.100 грама.

## Употреба
Прописом о наоружању српске Народне војске од 26. јуна 1875. године, било је предвиђено да сваки пешадијски батаљон I и II класе има по један револвер (укупно 160), сваки ескадрон по 11 (18 ескадрона по 11, укупно 198), а свака батерија по 3-6 револвера, изузев пољских батерија, које су требале да имају револвер за сваког војника (18 батерија по 200 војника - укупно 3.600 револвера). Такође, болничке чете требало је да имају државни револвер за сваког војника (6 чета по 120 људи - укупно 720 револвера).
У току припрема за Први српско-турски рат 1876. набављено је око 2.000 белгијских револвера Франкот М1871 и непознат број аустријских револвера Гасер М1870, који су подељени подељени старешинама, коњаницима и артиљерцима Народне војске: сваки пешадијски батаљон I и II класе имао је по један револвер, сваки ескадрон по 11, а свака батерија по 3-6 револвера. Ови револвери остали су у употреби и током Српско-бугарског рата 1885. Пред Тимочку буну 1883. оружје је одузето од Народне војске и смештено у магацине, где се сачувало до почетка 20. века, када је било у наоружању жандармерије и општинских ноћних чувара. Последњи сачувани примерак налази се у Војном музеју на Калемегдану.